# Bastur: utformning och inredning
Bastur: utformning och inredning är en illustrerad bok med text och foto av Lars Hallén om bastur som givits ut på Byggförlaget. ISBN 91-7988-234-X
I boken presenteras ett trettiotal svenska och finska bastutyper och bastumiljöer. Det är bland annat strandbastu, bastur i villor och bastur i skogen. Hallén ger också tips och råd om vad man skall tänka på när man inreder bastun. I boken ingår även en tillbakablick på bastubadandets och hygienens historia, skriven av etnologen Mats Hellspong.